# Earl Johnson (Leichtathlet)
Earl Johnson (Richard Earl Johnson; * 10. März 1891 in Woodstock, Virginia; † 19. November 1965 in Pittsburgh) war ein US-amerikanischer Langstreckenläufer.
Johnson hatte bereits an den Olympischen Spielen 1920 in Antwerpen im 10.000-Meter-Lauf teilgenommen, war aber ausgeschieden. 
Bei den Olympischen Spielen 1924 in Paris wurde er Achter über 10.000 m. Der Crosslauf ging als die Hitzeschlacht von Colombes in die Geschichte ein. Auf der kaum schattigen Strecke an der Seine herrschten Temperaturen jenseits der 40 °C. Johnson kam nach gut 35 Minuten als Dritter hinter den Finnen Paavo Nurmi und Ville Ritola ins Ziel und profitierte dabei vom Ausscheiden anderer Läufer, wie zum Beispiel des Schweden Edvin Wide. Neben der Bronzemedaille im Einzel gewann er in der Mannschaftswertung Silber zusammen mit seinen Teamkollegen Arthur Studenroth und August Fager.
Bei den US-amerikanischen Meisterschaften der AAU gewann Johnson 1921 den Titel im Crosslauf und gewann zudem dreimal in Folge den Meistertitel im Fünfmeilenlauf und 1924 auch den Titel über zehn Meilen.
Johnson wog 59 kg bei einer Größe von 1,70 m.

## Persönliche Bestleistungen
- 10.000 m: 32:17,0 min (1924).